# Єва Клобуковська
Єва Яніна Клобуковська (пол. Ewa Janina Kłobukowska; нар. 1 жовтня 1946) — польська легкоатлетка, яка спеціалізувалася в бігу на короткі дистанції.

## Із життєпису
Олімпійська чемпіонка в естафеті 4×100 метрів (1964).
Бронзова олімпійська призерка у бігу на 100 метрів (1964).
Дворазова чемпіонка Європи з бігу на 100 метрів та в естафеті 4×100 метрів (1966).
Срібна призерка чемпіонату Європи у бігу на 200 метрів (1966).
Переможниця у трьох дисциплінах (100, 200 та 4×100 метрів) на Кубку Європи (1965).
Ексрекордсменка світу у бігу на 100 метрів та в естафеті 4×100 метрів.
Передчасно завершила спортивну кар'єру після того, як 1967 року тест на визначення статі визначив її інтерсексуальність. Як наслідок їй було заборонено виступати у професійних спортивних змаганнях серед жінок, а її три світових рекорди (один — з бігу на 100 метрів та два — в естафеті 4×100 метрів) були анульовані.
По завершенні спортивної кар'єри, закінчила Варшавську школу економіки (1972) та тривалий період працювала на польську компанію, що постачала конструкції для підприємств нафтогазової промисловості.

## Основні міжнародні виступи
| Рік  | Змагання         | Місто    | Місце | Дисципліна |
| ---- | ---------------- | -------- | ----- | ---------- |
| 1964 | Олімпійські ігри | Токіо    | 3     | 100 м      |
| 1964 | 1                | 4×100 м  |       |            |
| 1965 | Кубок Європи     | Кассель  | 1     | 100 м      |
| 1965 | 1                | 200 м    |       |            |
| 1965 | 1                | 4×100 м  |       |            |
| 1966 | Чемпіонат Європи | Будапешт | 1     | 100 м      |
| 1966 | 2                | 200 м    |       |            |
| 1966 | 1                | 4×100 м  |       |            |